# Hraboš mokřadní

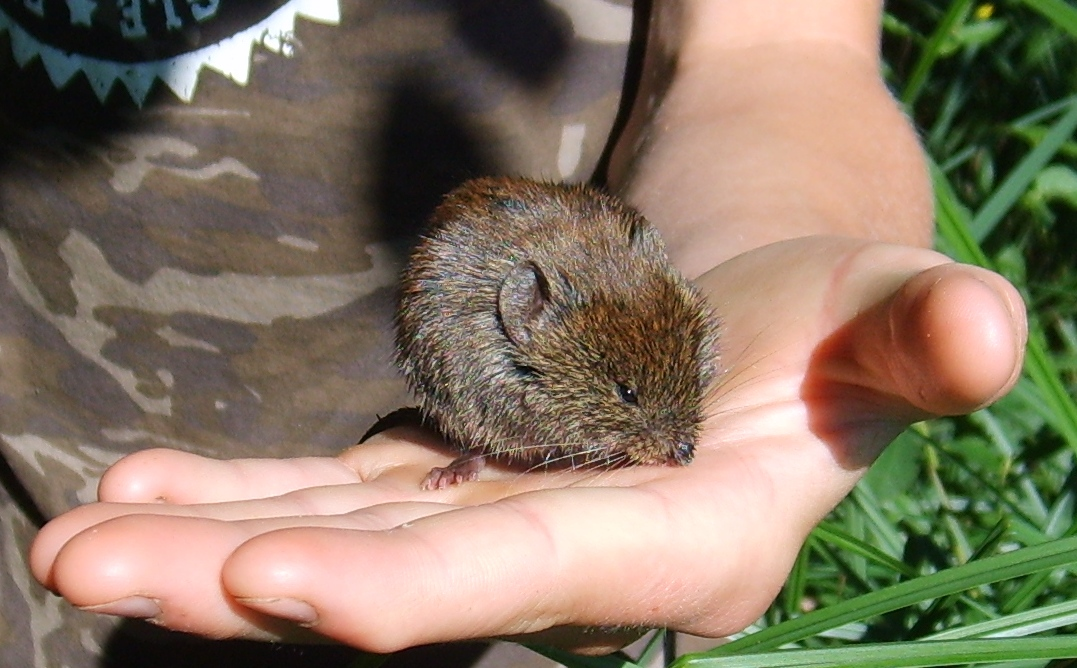
Velikost hraboše mokřadního

Hraboš mokřadní (Microtus agrestis) je drobný hlodavec z čeledi křečkovití, velmi podobný o něco menšímu hraboši polnímu, v České republice hojně rozšířenému.

## Výskyt
Žije v areálu ohraničeném na západě Velkou Británií a na východě Bajkalem, na jihu horskými oblastmi Španělska, Itálie, Slovinska a Srbska a na severu Skandinávií. V ČR se vyskytuje pouze ostrůvkovitě, je pozorován v nadmořské výšce od 140 po 1600 m. Přednost dává lokalitám s chladnějším klimatem a většími srážkami. V níže položených teplých oblastech Čech a Moravy bývá jeho izolovanost často zapříčiněna také melioračními úpravami.

## Ekologie
Dobré životní podmínky nachází v otevřené krajině na podmáčených, nekosených loukách s větší vrstvou stařiny, vlhkých lesních loukách, v mokřadech, rašeliništích, v blízkosti pramenišť i na zarůstajících lesních pasekách. Jeho oblíbená stanoviště se nacházejí na místech s bohatým bylinným patrem a s jednotlivými, nebo v malých skupinách vyrůstajícími dřevinami.
Důležitým požadavkem na vyhovující biotop je, aby hustý bylinný porost nebýval pravidelně kosen a vznikla tak ulehlá vrstva starých travin, pod kterou nachází vhodné mikroklimatické podmínky i bezpečný úkryt před predátory. Teritorium samce mívá rozlohu 200 až 500 m². Jeho výskyt je ovlivněn i agresivnějším hrabošem polním, který ho vytlačuje z výhodnější biotopů a sám je osidluje.

## Popis
Jeho tělo je dlouhé 9 až 14 cm a ocas 3 až 5 cm, váží 20 až 30 g. Nejblíže podobným tvorem, žijícím v české přírodě, je hraboš polní, od kterého se odlišuje na prvý pohled málo zřetelnými znaky.
Hraboš mokřadní je o něco větší, hřbetní stranu těla má obvykle tmavší, rezavě až skořicově hnědou s příměsi černých chloupků a světlejší břicho má šedavé se žlutým nádechem. Má dvoubarevný ocas, zespodu téměř bílý, zaoblenější čenich a méně výrazné oči. Ušní boltce delší než 1 cm nevyčnívají ze srsti a jsou řídce porostlé dlouhými chlupy. Nejspolehlivějším rozpoznávacím znamením jsou zadní tlapky, u hraboše mokřadního jsou tmavě pigmentované a chodilo mají delší než 18 mm. S příchodem zimy a jara hraboši línají.

## Potrava
V potravě hraboše mokřadního převládají jednoděložné byliny. Požírá vlhkomilné rostliny jako sítina, ostřice, bika, bezkolenec, suchopýr, třtina, skřípina, máta i mochna. Na sušších místech bývá jeho potrava obohacena borůvkou, brusinkou a klikvou, včetně jejich plodů. Menší díl potravy tvoří houby, semena i drobní živočichové. V zimním období nespí a mívá nedostatek zelených rostlin. Ohryzává proto i kůru mladých dřevin, zejména javoru, jeřábu, jasanu, habru, topolu, olše nebo ovocných stromů.

## Rozmnožování
Staví si kulovité hnízdo o průměru asi 20 cm, spletené z rozkousaných suchých stébel a listů trav. Délka březosti trvá 20 až 22 dnů, průměrně se rodí čtyři až pět (maximálně devět) slepých mláďat, která váží asi 3 g. Před desátým dnem života již vidí a zakrátko začnou přijímat zelenou potravu. Samice jsou schopné se pářit po 15. dni věku, kdežto samci až o několik týdnů později. Prvá generace se rodí počátkem května, poslední v říjnu. Počet vrhů bývá čtyři až šest za rok, samice za příznivých podmínek mívá asi 17 mláďat za život. Průměrný věk hraboše mokřadního je 6 až 8 měsíců, může se však dožít až půldruhého roku.

## Význam
Protože hraboši se na rozdíl od hryzců, s kterými bývají často zaměňování, živí jen rostlinami a nedělají si zimní zásoby, jejich výskyt v přiměřeném počtu na neobdělávaných polních lidem příliš neškodí. Výjimkou jsou případy, kdy se usadí u lesní školky nebo na čerstvě osázené imisní holině, to pak během zimy často ohryžou mladou kůru kmínků mnoha semenáčku těsně u kořenového krčku.
Mezi jeho přirozené predátory patří kuna, lasice, liška, poštolka a sova, pro některé z nich jsou důležitou součásti stavy. Bylo zjištěno, že počet mladých sov a poštolek se znatelně zvyšuje ve zhruba čtyřletých periodách, ve stejných létech kdy stoupají i počty hrabošů mokřadních až na desetinásobek minima.